# Песни за Македония
„Песни за Македония“ (изписване до 1945 година: Пѣсни за Македония) е стихосбирка на Иван Вазов, посветена на Македония.
Стихосбирката е сред 3-те военни сбирки на Вазов. Излиза в периода 1913 – 1916 година. Двойственият стереотип на сърбина – едновременно като брат и враг, е един от най-интересните образи във военните сбирки на Вазов и конкретно в „Песни за Македония“. Стихотворенията във втората част на сбирката са писани по време на мащабното настъпление на българската армия в Македония в 1915 година и естествено основният „друг“ отново са сърбите.
Стихосбирката е издадена за втори път в България в 1995 година.
Кирил Христов пише отзив за „Песни за Македония“:
| „ | Никой друг в нашата млада културна история не е бил щастлив като Вазова да бъде изразител на преживяванията на своя народ през толкова разнообразни исторически събития, през толкова голям период, тъй богат на съдбоносни пертурбации... | “ |